# Genetta abyssinica
Espèce
Statut de conservation UICN

 DD  : Données insuffisantes
La Genette d'Abyssinie (Genetta abyssinica) est une espèce de mammifères carnivores de la famille des Viverridés.

## Répartition
Elle est présente au Soudan, en Érythrée, en Éthiopie, à Djibouti et en Somalie.